# Celownik krzywkowy

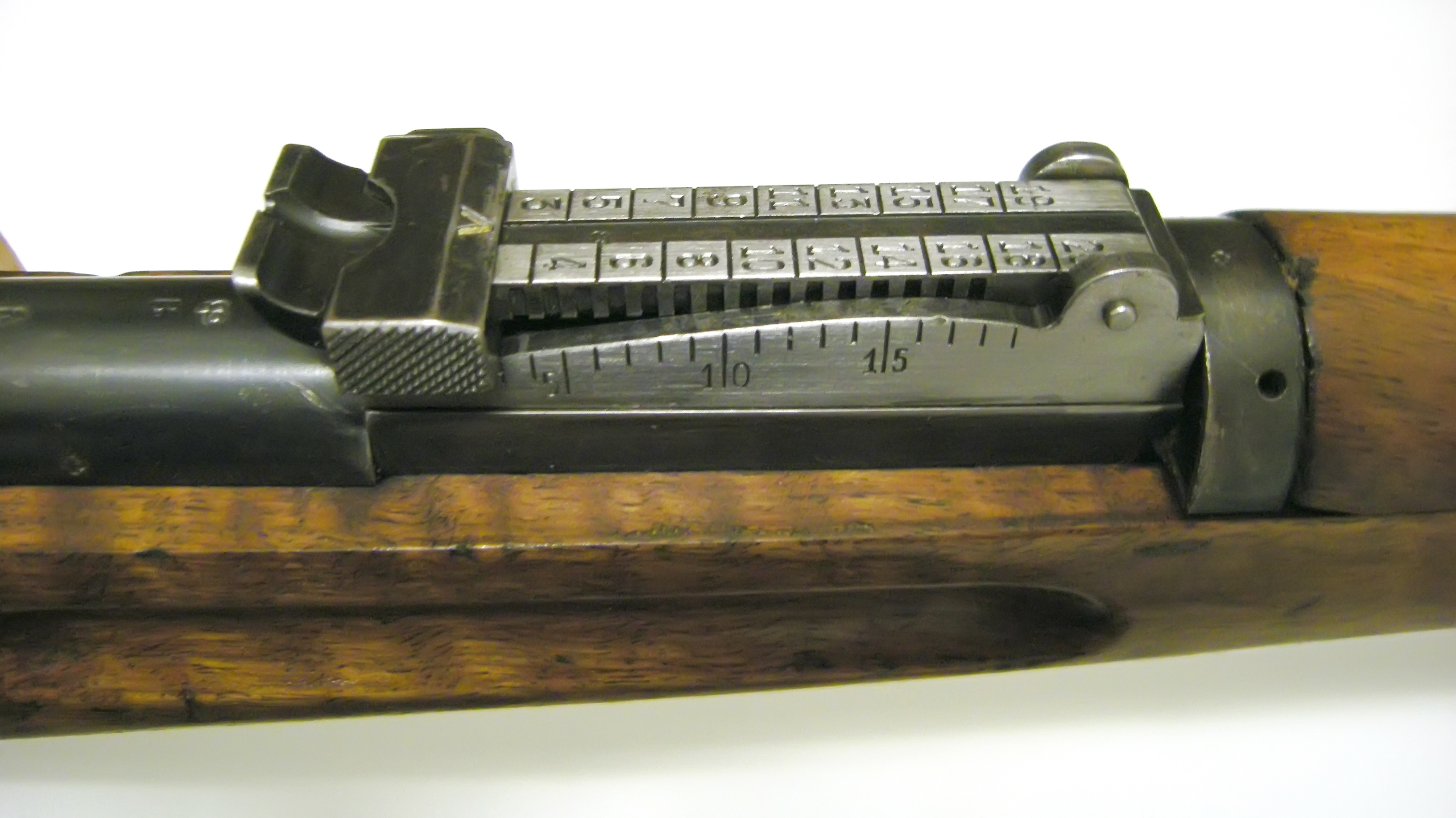
Celownik krzywkowy

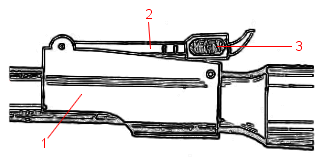
1 - podstawa celownika
(zakończona u góry krzywką)
2 - ramię celownika
(zakończone szczerbinką lub przeziernikiem)
3 - suwak

Celownik krzywkowy (celownik krzywiznowy) – mechaniczny celownik strzelecki, w którym szczerbinka (lub przeziernik) umieszczone są na końcu unoszonego na zawiasie ramienia. Podstawa celownika zakończona jest krzywką.
Nastawę reguluje się poprzez przesuwanie suwaka, ślizgającego się wzdłuż ramienia celownika po krzywce (na podstawie celownika). Przesunięcie suwaka powoduje podniesienie lub obniżenie ramienia ze szczerbinką/przeziernikiem względem osi lufy. Celowniki krzywkowe są powszechnie stosowane w karabinach.